# Codex Mosquensis II
Codex Mosquensis II designado por V ou 031 (Gregory-Aland), ε 75 (von Soden), é um manuscrito uncial grego do Evangelhos, datado pela paleografia para o século 9.

## Leitura recomendada
- C. F. Matthaei, Novum Testamentum Graece et Latine, Riga, 1782-1788, IX, pp. 265 ff.